# 921 (číslo)
Devět set dvacet jedna je přirozené číslo. Římskými číslicemi se zapisuje CMXXI a řeckými číslicemi ϡκα´. Následuje po čísle devět set dvacet a předchází číslu devět set dvacet dva.

## Matematika
921 je:
- Deficientní číslo
- Složené číslo
- Poloprvočíslo
- Nešťastné číslo

## Astronomie
- (921) Jovita je planetka hlavního pásu, kterou objevil v roce 1919 Karl Wilhelm Reinmuth
- NGC 921 je spirální galaxie v souhvězdí Velryby

## Roky
- 921
- 921 př. n. l.